# USA:s landslag i drakbåt
USA:s landslag i drakbåt representerar USA i landslagstävlingar i drakbåt.

## Seniorlandslaget

### ICF-VM
I tabellen visas de medaljer som USA tagit i VM som arrangeras av International Canoe Federation (ICF).
| År     | Värdort     | Guld | Silver | Brons | Totalt |
| ------ | ----------- | ---- | ------ | ----- | ------ |
| 2006   | Kaohsiung   | ?    | ?      | ?     | ?      |
| 2008   | Poznań      | ?    | ?      | ?     | ?      |
| 2010   | Szeged      | ?    | ?      | ?     | ?      |
| 2012   | Milano      | 0    | 0      | 2     | 2      |
| 2014   | Poznań      | 0    | 0      | 0     | 0      |
| 2016   | Moskva      | 0    | 0      | 0     | 0      |
| 2018   | Gainesville | ?    | ?      | ?     | ?      |
| 2022   | Račice      | ?    | ?      | ?     | ?      |
| Totalt | Totalt      | 0    | 0      | 2     | 2      |

### IDBF-VM
I tabellen visas de medaljer som USA tagit i VM som arrangeras av International Dragon Boat Federation (IDBF).
| År     | Värdort      | Guld | Silver | Brons | Totalt |
| ------ | ------------ | ---- | ------ | ----- | ------ |
| 1995   | Yueyang      | ?    | ?      | ?     | ?      |
| 1997   | Hongkong     | ?    | ?      | ?     | ?      |
| 1999   | Nottingham   | ?    | ?      | ?     | ?      |
| 2001   | Philadelphia | ?    | ?      | ?     | ?      |
| 2003   | Poznań       | ?    | ?      | ?     | ?      |
| 2004   | Shanghai     | ?    | ?      | ?     | ?      |
| 2005   | Berlin       | ?    | ?      | ?     | ?      |
| 2007   | Sydney       | ?    | ?      | ?     | ?      |
| 2009   | Račice       | 1    | 2      | 3     | 6      |
| 2011   | Tampa Bay    | 3    | 5      | 1     | 9      |
| 2013   | Szeged       | 1    | 2      | 3     | 6      |
| 2015   | Welland      | 2    | 7      | 0     | 9      |
| 2017   | Kunming      | 3    | 2      | 4     | 9      |
| 2019   | Pattaya      | ?    | ?      | ?     | ?      |
| 2023   | Pattaya      | ?    | ?      | ?     | ?      |
| Totalt | Totalt       | 10   | 18     | 11    | 39     |

## U24-landslaget

### IDBF-VM
I tabellen visas de medaljer som USA tagit i VM som arrangeras av International Dragon Boat Federation (IDBF).
| År     | Värdort           | Guld            | Silver          | Brons           | Totalt          |
| ------ | ----------------- | --------------- | --------------- | --------------- | --------------- |
| 2009   | Račice            | USA deltog inte | USA deltog inte | USA deltog inte | USA deltog inte |
| 2011   | Tampa Bay         | 0               | 2               | 2               | 4               |
| 2013   | Szeged            | 0               | 1               | 2               | 3               |
| 2015   | Welland           | 0               | 3               | 0               | 3               |
| 2017   | Divonne-les-Bains | USA deltog inte | USA deltog inte | USA deltog inte | USA deltog inte |
| 2019   | Pattaya           | ?               | ?               | ?               | ?               |
| 2023   | Pattaya           | ?               | ?               | ?               | ?               |
| Totalt | Totalt            | 0               | 6               | 4               | 10              |